# Shekhawati

Shekhawatis läge inom Indien

Shekhawati är en historisk region i den indiska delstaten Rajasthans nordöstra del, bestående i huvudsak av distrikten Jaipur, Sikar och Jhunjhunu.